# تیتس بلاف (آرکانزاس)
تیتس بلاف (به انگلیسی: Tates Bluff) یک منطقهٔ مسکونی در ایالات متحده آمریکا است که در شهرستان اواچیتا، آرکانزاس واقع شده‌است. تیتس بلاف ۶۰٫۹۶ متر بالاتر از سطح دریا واقع شده‌است.